# Eugenia

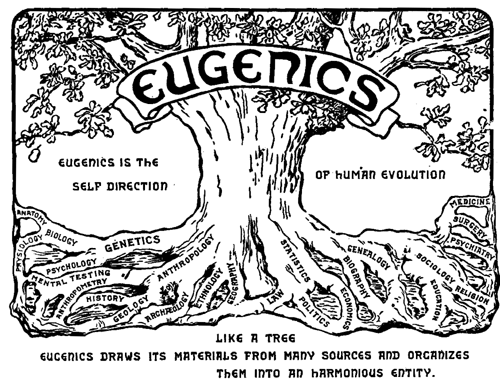
"Eugenia é a autodireção da evolução humana": logo da Segunda Conferência Internacional de Eugenia, realizada em 1921, retratando-a como uma árvore que reúne uma variedade de diferentes campos científicos.

Eugenia (do grego antigo: eû e -γενής) é, em epistemologia, um conjunto de ideias que almeja a melhoria genética dos seres humanos. O termo foi originalmente cunhado Francis Galton (1822-1911) em 1883, significando "bem nascido". Galton definiu eugenia como "o estudo dos agentes sob o controle social que podem melhorar ou empobrecer as qualidades raciais das futuras gerações seja física ou mentalmente". Em uma perspectiva a eugenia seria então, em resumo, a tentativa de controle da genética da sociedade, podendo ela ser individual ou grupal. O tema é bastante controverso, particularmente após o surgimento da eugenia nazista, que veio a ser parte fundamental da ideologia de "pureza racial", a qual culminou no Holocausto. Mesmo com a cada vez maior utilização de técnicas de melhoramento genético usadas atualmente em plantas e animais, ainda existem questionamentos éticos quanto a seu uso com seres humanos, chegando até o ponto de alguns cientistas declararem que é de fato impossível mudar a natureza humana.
O termo "eugenia" é anterior ao termo "genética", pois este último só foi cunhado em 1908, pelo cientista William Bateson. Numa carta dirigida a Adam Sedgewick, datada de 18 de Abril de 1908, Bateson usou pela primeira vez o termo genética para descrever o estudo da variação e hereditariedade.
Desde seu surgimento até os dias atuais, diversos historiadores, filósofos e sociólogos declaram que existem diversos problemas éticos sérios na eugenia, como a discriminação de pessoas por categorias, pois ela acaba por rotular as pessoas como aptas ou não aptas para a reprodução.

## História

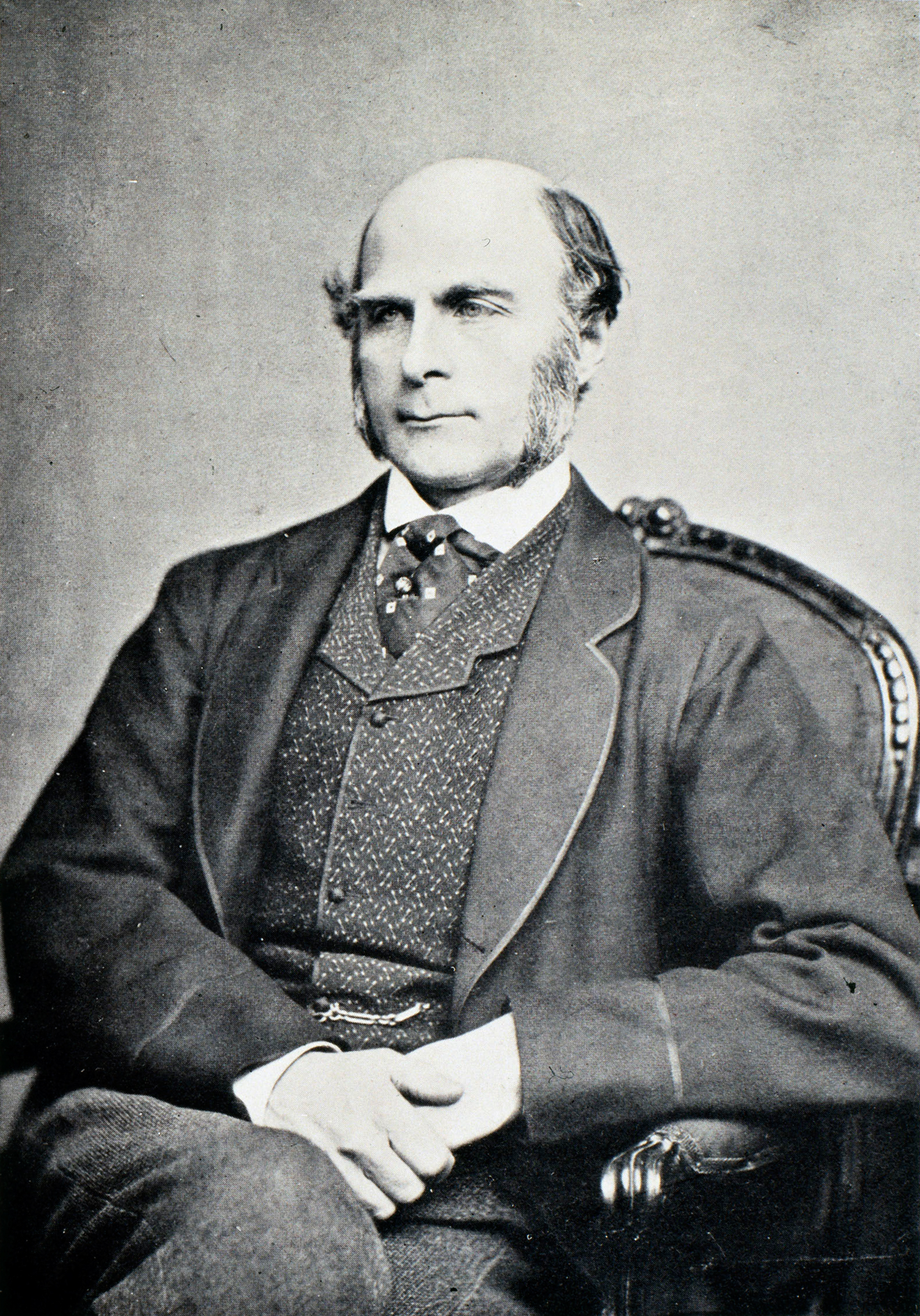
Sir Francis Galton iniciou o desenvolvimento de ideias sobre eugenia a partir de estatísticas sociais.

Ao longo da história, vários grupos humanos diferentes mantiveram práticas eugênicas. Gregos, celtas e diversos grupos de indígenas sul-americanos eliminavam crianças nascidas com defeitos físicos. Já na Grécia antiga, Platão descrevia, em A República, a sociedade humana se aperfeiçoando por processos seletivos (sem falar que em Esparta já se praticava a eugenia frente aos recém-nascidos, já que não existiam pré-natais, abortivos eficientes, eutanásia e afins), já conhecidos na época. Modernamente, uma das primeiras descrições sobre a eugenia foram feitas pelo cientista inglês Francis Galton.
Galton foi influenciado pela obra de seu primo Charles Darwin, A Origem das Espécies, onde aparece o conceito de seleção natural. Baseado nele, Galton propôs a seleção artificial para o aprimoramento da população humana segundo os critérios considerados melhores à época. 
Foi também Galton quem lançou as bases da genética humana e cunhou o termo eugenia para designar a melhoria de uma determinada espécie através da seleção artificial, em sua obra Inquiries into Human Faculty and Its Development (Pesquisas sobre as Faculdades Humanas e seu Desenvolvimento), de 1883. Esta obra foi largamente elogiada em matéria da revista britânica "Nature", em 1870.
Ao escrever seu livro Hereditary Genius ("O gênio hereditário") em 1869, Galton observou, compilou dados e sistematizou a inteligência em vários membros de várias famílias inglesas durante sucessivas gerações. Sua conclusão foi de que a inteligência acima da média nos indivíduos de uma determinada família se transmite hereditariamente. Bulmer argumenta que Galton estava tão tendencioso na explicação pela hereditariedade que nem sequer tomou o cuidado de analisar os meios neurossociais de forma imparcial, isenta e proporcional.
Por acreditar que a condição inata, e não o ambiente, determinava a inteligência, Galton propôs uma "eugenia positiva" através de casamentos seletivos.
Na época, a população inglesa crescia nas classes pobres e diminuía nas classes mais ricas e cultas, e se temia uma "degeneração biológica". Portanto, a eugenia logo se transformou num movimento que angariou inúmeros adeptos entre a esmagadora maioria dos cientistas e principalmente entre a população em geral na sua época áurea (1870-1933).
Em 1942, os Estados Unidos estavam em guerra contra a Alemanha e suas ideologias, desenhos animados — e outros recursos de comunicação de massa — eram usados como propaganda contra o regime totalitário. Nesse contexto, eugenia e nazismo são equiparados. Mas, somente após os horrores do holocausto, o termo eugenia caiu completamente em desuso. Suas ideias, no entanto, sobrevivem, pois seus métodos estatísticos foram incorporados na teoria Darwiniana nos anos 1930 e sintetizados com a genética mendeliana.
Contrariamente a uma crença popular, a eugenia é inglesa (e não alemã) em invenção e estadunidense (e não alemã) em pioneirismo legislativo.

### Alemanha

#### Império Alemão
As ideias alemãs sobre eugenia vieram do "Ensaio sobre as desigualdades das raças humanas", do Conde de Gobineau, publicado em 1854.

#### Alemanha Nazista
Em 1935, as Leis de Nuremberg proibiram o casamento ou contato sexual de alemães com judeus, pessoas com problemas mentais, doenças contagiosas ou hereditárias, mas em 1933 já era lei a esterilização compulsória de pessoas com problemas hereditários e a castração de delinquentes sexuais, ou de pessoas que a cultura nazista assim classificasse, como era o caso dos homossexuais.
O único consenso é que a eugenia foi praticada com alemães que possuíam deficiências físicas ou mentais, através do extermínio e da esterilização. Entretanto, existem distinções entre as formas de eugenia, como eugenia positiva e eugenia negativa. A eugenia positiva incentiva pessoas saudáveis a terem mais filhos, enquanto que a eugenia negativa impede que pessoas com certas limitações se reproduzam. A eugenia positiva foi praticada também no Terceiro Reich, com a criação de centros de reprodução humana do programa Lebensborn.
|  |  |  |  |

### Brasil

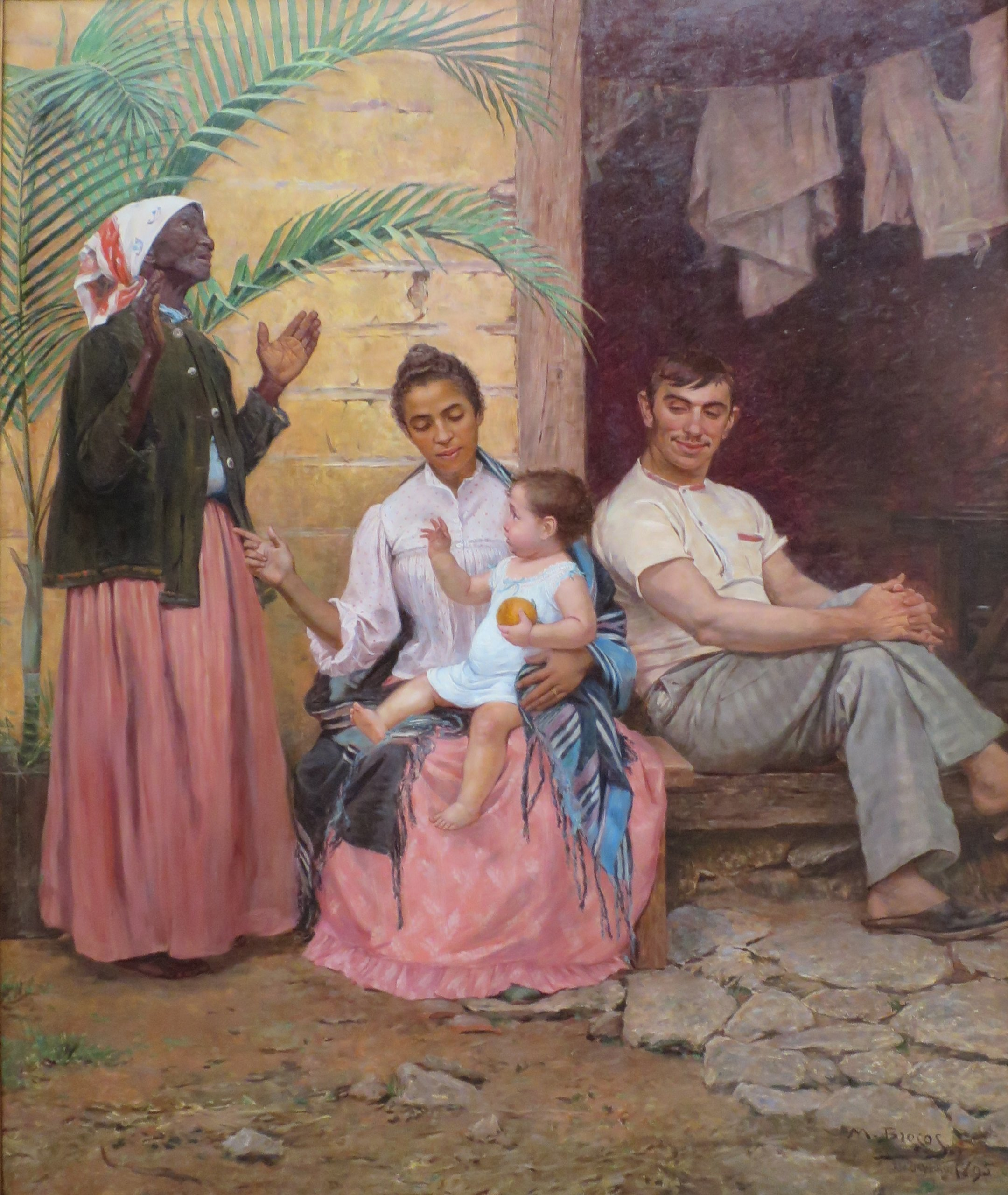
Quadro "Redenção de Can" (1895), mostrando avó negra, filha mulata, genro e neto brancos. Para o governo da época, a cada geração o brasileiro ficaria mais branco. Quadro de Modesto Brocos y Gomes.

Desde tempos pré-coloniais, diversos grupos indígenas eliminam crianças nascidas com defeitos físicos. Em tempos modernos o Brasil foi o primeiro país da América do Sul a ter um movimento eugênico organizado. A Sociedade Eugênica de São Paulo foi criada em 1918. O movimento eugênico brasileiro foi bastante heterogêneo, trabalhando com a saúde pública e com a saúde psiquiátrica. Uma parte, que pode ser chamada de ingênua ou menos radical, do movimento eugenista se dedicou a áreas como saneamento e higiene, sendo esses esforços sempre aplicados em relação ao movimento racial.
Em 1931, foi criada a Comissão Central Brasileira de Eugenia (CCBE), presidida por Renato Ferraz Kehl, reunindo personalidades de destaque no debate das questões eugênicas no país, como Ernani Lopes, Presidente da Liga Brasileira de Higiene Mental (LBHM), Salvador de Toledo Piza Jr. e Octavio Domingues, renomados cientistas da ESALQ, Belisário Penna, Diretor Geral do Departamento Nacional de Saúde Pública (DNSP), Gustavo Lessa, Assistente do DNSP, além de Eunice P. Kehl, esposa de Renato Kehl, ocupando a função de secretária da nova entidade, entre outros nomes.
Propunha o fim da imigração de não brancos, e "prestigiar e auxiliar as iniciativas científicas ou humanitárias de caráter eugenista que sejam dignas de consideração". Medidas que visavam a impedir a miscigenação, higienismo e eugenismo se confundem, no Brasil.
A Revista Brasileira de Enfermagem passa por três fases em relação à eugenia; conceituação (1931-1951), conflitos éticos, legais e morais (1954-1976) e eugenia como tema do começo do século XX (1993-2002). Expressa três categorias de conceitos:
- 1 - luta pelo aperfeiçoamento eugênico do povo brasileiro
- 2 - responsabilidade do enfermeiro em relação ao tema
- 3 - não há solução para os males sociais fora das leis da biologia.[17]

A ciência de Galton, no início do século XX, teve muitos adeptos no Brasil, principalmente nos meios letrados. E entre os intelectuais eugenistas brasileiros que mais se empenharam na organização e divulgação do movimento destacam-se Belisário Penna (1868-1939), Edgar Roquette-Pinto (1884-1954), Monteiro Lobato (1882-1948), Juliano Moreira (1872-1933), Oliveira Viana (1883-1951) e os três diretores do Boletim de Eugenia (1929-1933): Octávio Domingues (1897-1972), Salvador de Toledo Piza Júnior (1898-1988) e Renato Kehl (1889-1974).
Dentre as fontes primárias para o estudo da eugenia no Brasil, destacam-se os conjuntos documentais: "Annaes de Eugenia" (1919), livro organizado por Renato Kehl reunindo as atividades e conferências da Sociedade Eugênica de São Paulo; o "Boletim de Eugenia" (1929-1933), periódico criado por Kehl como instrumento de propaganda eugênica; e as "Actas e Trabalhos do Primeiro Congresso Brasileiro de Eugenia" (1929), presidido por Edgard Roquette-Pinto e secretariado por Renato Kehl, realizado em ocasião do centenário da Academia Nacional de Medicina (ANM).

### Estados Unidos
Nos Estados Unidos, surgiu a "eugenia negativa" — aliança entre as teorias eugênicas europeias e o racismo já existente naquele país —, que consiste na eliminação das futuras gerações de incapazes (doentes, de raças indesejadas e empobrecidos) através da proibição de casamento, esterilização coercitiva e eutanásia. Como teoria, vicejou no final do século XIX, quando os imigrantes não germânicos eram mal-vistos pelos descendentes dos primeiros colonizadores.
Na década de 1920, negros americanos criaram o termo "White trash" (pt. literalmente "lixo branco"), referindo-se aos brancos pobres que disputavam com eles os mesmos postos de trabalho. Nos séculos XIX e XX, a população branca pobre do país foi alvo de práticas de eugenia negativa por ser considerada, pela elite, como ociosa, imoral, inculta e "suja". Campanhas de saúde pública acusavam os white trash de responsáveis pela disseminação de doenças (como a ancilostomose). A esterilização foi extensivamente praticada em milhares destas pessoas, que também eram "diagnosticadas" como portadoras de "debilidade mental".
O patrocínio privado à eugenia começou nos Estados Unidos, nos anos iniciais do século XX. Os financiadores do racismo nos Estados Unidos eram os milionários americanos John D. Rockefeller, Harriman, Carnegie e tantos outros. Ao capital, uniram-se cientistas de Harvard, Yale, Princeton e Stanford.
Charles Davenport dirigia o laboratório de biologia do Brooklin Institute of Arts and Science, em Cold Spring Harbor, em 1903, e, lá, o Instituto Carnegie instalou uma estação experimental de eugenia. Apoiado por criadores de animais e especialistas em sementes que participavam do movimento eugenista, criou, em 1909, o Eugenics Record Office, registro de antecedentes genéticos de americanos com que pretendia pressionar o governo a criar leis propícias à prevenção do nascimento de indesejáveis. O estado de Indiana foi o primeiro a legalizar a esterilização coercitiva, seguido por outros 27 estados. Foram esterilizadas por determinação legal, nos Estados Unidos, cerca de 60 000 pessoas, metade delas na Califórnia.
O escritório de imigração de Nova York era mantido por doações da companhia Harriman de trens, além de empresários como Carnegie (detentor de indústria de aço), Rockefeller (da indústria de petróleo), Draper (da indústria têxtil): em decorrência disto haviam deportações, confinamento ou esterilização de diversos grupos considerados inadequados para procriação.
Em 1912, foi criado o Comitê Internacional de Eugenia, dominado pelos Estados Unidos, e o centro em Cold Spring Harbor era base de treinamento de eugenistas do mundo todo.
De 1932 a 1972, foi realizado, na cidade de Tuskegee (Alabama), o Estudo da Sífilis não Tratada de Tuskegee, que usou afro-americanos portadores de sífilis como cobaias.
|  |  |  |  |

## Século XX e XXI
Mesmo após a II Guerra Mundial (1939-1945), vários países europeus continuaram a praticar a eugenia de forma discreta. Suíça, Áustria, Dinamarca, Finlândia e Noruega ainda praticaram a eugenia negativa, por meio de esterilização. Na Suécia, este processo estendeu-se até à década de 1970.
Começando na década de 1980, a história e conceito de eugenismo foram amplamente discutidos como avançados conhecimentos sobre genética. Empreendimentos como o Projeto Genoma Humano fizeram com que a alteração efetiva da espécie humana parecesse possível novamente (como ocorreu com a teoria da evolução de Darwin em 1860, juntamente com a redescoberta de leis de Mendel no início do século XX). A diferença no início do século XXI foi a atitude cautelosa da sociedade em relação ao eugenismo, que tinha se tornado um tema a ser temido e não apoiado, principalmente depois do fim da Segunda Guerra Mundial.
Companhias de seguro, planos de saúde e centros de imigração estão usando descobertas científicas para detectar características genéticas. Diagnóstico pré-natal de possíveis defeitos permite a opção pelo aborto. Estima-se que entre 91% e 93% das crianças diagnosticadas com Síndrome de Down sejam abortadas. Estes temas, bem como a AIDS, têm sido discutidos com base em pressupostos eugênicos, sem que se explicite essa referência.

### Ideias e sugestões
Pesquisadores científicos, como os psicólogos Richard Lynn e Raymond Cattell e o cientista Gregory Stock, apoiam abertamente políticas eugênicas utilizando a tecnologia moderna, mas eles representam uma opinião minoritária nos atuais círculos científicos e culturais. Uma tentativa de implementação de uma forma de eugenismo era um "banco de esperma de gênios" (1980–99), criado por Robert Klark Graham, a partir do qual quase 230 crianças foram concebidas (os doadores conhecidos eram ganhadores do Prêmio Nobel como William Shockley e J.D. Watson). Nos Estados Unidos e Europa, no entanto, estas tentativas frequentemente têm sido criticadas como formas racistas de eugenismo, como as que ocorriam na década de 1930. Devido à sua associação com esterilização obrigatória e os ideais raciais do partido nazista, a palavra "eugenismo" é raramente usada pelos defensores desses programas.
Eugenicistas argumentam que a imigração proveniente de países com baixo Quociente de inteligência (QI) é indesejável. De acordo com Raymond Cattell, "quando um país abre suas portas à imigração de diversos países, é como um agricultor que adquire suas sementes de diferentes fontes, com sacos com conteúdo de diferentes qualidades".

### China
Recentemente, Zhao Bowen iniciou uma desafiadora e potencialmente controversa missão: descobrir a genética da inteligência. Os seus estudos mostram que, pelo menos, metade da variação do QI (quociente de inteligência), é herdada.
Na unidade de Hong Kong, mais de 100 máquinas poderosas de gene-sequenciação foram utilizadas para decifrar cerca de 2 200 amostras de DNA, a leitura fora de seus 3,2 bilhões de pares de bases químicas: uma letra de cada vez. Estas amostras de DNA colhidas foram específicas. A maioria vem de algumas das mais brilhantes pessoas dos extremos da América nos sorteios de inteligência.

"As pessoas têm optado por ignorar a genética da inteligência por um longo tempo", disse Zhao, que espera publicar resultados iniciais de sua equipe neste verão. "As pessoas acreditam que é um tema controverso, especialmente no Ocidente. Isso não é o caso da China, onde os estudos de QI são considerados mais como um desafio científico e, portanto, são mais fáceis de financiar."

Os pesquisadores de Hong Kong esperam quebrar o problema comparando os genomas de indivíduos-super-QI alto com os genomas de pessoas retiradas da população em geral. Ao estudar a variação nos dois grupos, eles esperam isolar alguns dos fatores hereditários atrás QI. Segundo o The Wall Street Journal suas conclusões podem lançar as bases para um teste genético para prever a capacidade cognitiva herdada de uma pessoa. Tal instrumento poderia ser útil, mas também pode ser divisivo. "Se você pode identificar as crianças que vão ter problemas de aprendizagem, você pode intervir no início de suas vidas, através da escolaridade especial ou outros programas", diz Robert Plomin, professor de genética comportamental do King's College de Londres, que está envolvido no projeto BGI.
Por outro lado, a teoria da modificabilidade cognitiva estrutural do educador israelense Reuven Feuerstein (1921-2014) sugere que a inteligência não é determinada por fatores genéticos e que esta poderia ser "ensinada" a qualquer indivíduo e independente da idade.

### Disgenia
A disgenia é a degeneração genética nas populações humanas modernas, ela surge com a medicina moderna, quando diversas doenças sérias de caráter genético começaram a ser tratadas, e as vítimas de tais doenças começaram a ter uma expectativa de vida maior, possibilitando a transmissão de certas doenças para as futuras gerações, o que tem contribuído no acúmulo de doenças a cada geração. Tal fato tem sido amplamente discutido entre os eugenistas modernos, e recentemente foi publicado um livro do cientista inglês Richard Lynn tratando do assunto.

## Críticas

### Ética
Observando-se do ponto de vista ético, tem-se discutido até que ponto o Estado tem o poder de interferir nas questões reprodutivas dos cidadãos. A comunidade científica sabe que a hereditariedade tem papel importante, porém nunca exclusivo sobre a inteligência de um determinado indivíduo, ou grupos de indivíduos, pois o fator inteligência não é determinado apenas por uma sequência genética, mas também é influenciado pelo ambiente do indivíduo. Logicamente não podemos afirmar que uma pessoa é menos inteligente do que outra apenas por ela não saber ler. 
Apesar de o assunto eugenia sempre pôr à tona o aspecto cruel da manipulação genética, seria esta talvez uma forma de eliminarmos de vez doenças há muito conhecidas e sem cura por serem doenças genéticas. Doenças bacterianas podem ser tratadas com antibióticos, por exemplo, mas uma doença genética não tem cura, e a única solução para essa doença seria necessariamente a eliminação de seus genes causadores. São conhecidos mecanismos fisiológicos de transmissão e expressão de caracteres hereditários. Também são conhecidos métodos que possibilitam inibir o nascimento de indivíduos com defeitos físicos ou enfermidades. De acordo com a seleção natural, indivíduos com doenças congênitas seriam naturalmente incapazes de procriar, no entanto, isso nem sempre ocorre, pois, ainda que as anomalias congênitas constituam uma importante fonte de morbidade crônica, comprometimento intelectual e outras disfunções, elas nem sempre causam esterilidade de modo que alguns teóricos sugerem que a adoção de políticas eugênicas seriam a solução para refrear o nascimento de pessoas com características indesejáveis.
Em vários países, o movimento eugênico inspirou a promulgação de leis que determinavam a esterilização compulsória de portadores de certas doenças hereditárias graves. Como lei, a eugenia nasceu nos Estados Unidos, em 1907.

## Nas artes

### Cinema
O filme estadunidense "Gattaca", de 1997, descreve um futuro onde a maioria das crianças são selecionadas a partir de embriões fertilizados in vitro, e só os perfeitos são implantados no útero. As pessoas que não são geneticamente planejadas ("inválidas") são discriminadas pela sociedade. O filme expôs as preocupações sobre as tecnologias reprodutivas que facilitam a eugenia e as possíveis consequências de tais desenvolvimentos tecnológicos para a sociedade.
"Idiocracy" ("Idiocracia") — um filme de humor negro de 2006 dirigido por Mike Judge — descreve um futuro totalmente oposto ao de Gattaca. Os dois principais personagens se inscreveram para um experimento militar de hibernação que dá errado, e eles despertam 500 anos no futuro. Descobrem, então, que o mundo se encontra numa distopia onde marketing, consumismo e anti-intelectualismo cultural funcionam desenfreadamente. Galton e muitos outros alegaram que os menos inteligentes eram mais férteis do que os mais inteligentes. Esta é a base do filme Idiocracy, que  narra um processo de disgenia ao longo de 5 séculos: desse processo, resulta uma sociedade humana parva.

### Literatura
O Presidente Negro (1926), de Monteiro Lobato, é uma obra de ficção científica que descreve o conflito racial causado pela Eleição de um presidente negro nos Estados Unidos.
"A Sétima Porta" (2007), um romance de Richard Zimler, explora a esterilização e a matança de pessoas deficientes na Alemanha Nazi.